# جاي ستيوارت بورنس
جاي ستيوارت بورنس (بالإنجليزية: J. Stewart Burns)‏ هو كاتب سيناريو أمريكي، ولد في ديسمبر 1969.

## وصلات خارجية
- جاي ستيوارت بورنس على موقع IMDb (الإنجليزية)
- جاي ستيوارت بورنس على موقع قاعدة بيانات الفيلم (الإنجليزية)